# Maria Eleonore von Dernbach

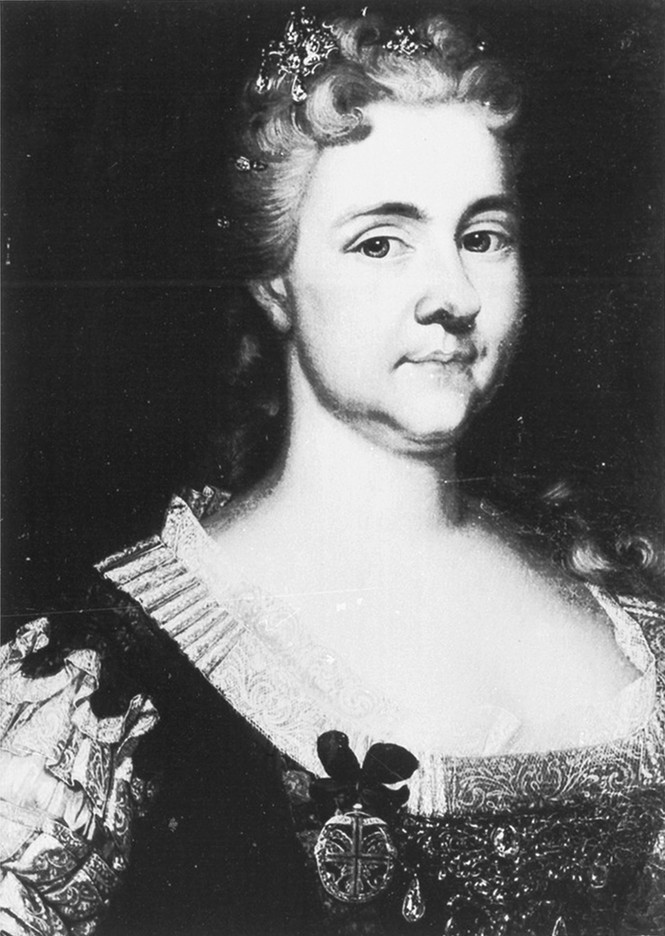
Porträt der Maria Eleonore von Dernbach

Maria Eleonore von Dernbach, geborene von Hatzfeld (später Maria Eleonore von Schönborn; * 16. Februar 1680 in Unterschüpf, heute Boxberg; † 26. April 1718 in Wiesentheid) war von 1697 bis 1704 regierende Gräfin der Herrschaft Wiesentheid.

## Leben
Maria Eleonore von Hatzfeld wurde am 16. Februar 1680 wohl im Schloss Unterschüpf, im heutigen Tauberfranken geboren. Zwei Tage später, am 18. Februar, wurde sie hier ebenfalls getauft. Ihr Vater war der Graf Heinrich von Hatzfeld, ihre Mutter Catharina Elisabetha von Schönborn. Maria Eleonore war die zweitgeborene Tochter. Insgesamt hatte sie neun Geschwister, von denen jedoch nicht alle das Erwachsenenalter erreichten.
Im März 1695 wurde sie mit dem alten Grafen von Dernbach, Johann Otto, verheiratet. Er war Herr über die gerade zum Reichsstand erhobene Grafschaft Wiesentheid. Bereits ein Jahr später war Johann Otto schwer erkrankt. Deshalb ließ er am 31. Dezember 1696 seine Frau Maria Eleonore zur regierenden Gräfin proklamieren. In seinem Testament, das am 7. Januar 1697 veröffentlicht wurde, verstärkte der Graf diese Absicht noch. Als er im Mai 1697 starb, wollte Maria Eleonore die Herrschaft antreten.
Der Würzburger Fürstbischof Johann Gottfried von Guttenberg schätzte die Herrschaft einer Frau in seiner unmittelbaren Umgebung jedoch nicht und besetzte noch im selben Jahr die Grafschaft. Der Verwandte der Gräfin, der Bamberger Fürstbischof Lothar Franz von Schönborn, appellierte nun an den Kaiser Leopold I. diese unrechtmäßige Besetzung rückgängig zu machen. Erst nach dem Tod des Gottfried von Guttenberg wurde am 12. Februar 1701 ein Kompromiss geschlossen und Maria Eleonore konnte die Herrschaft antreten.
Noch im selben Jahr heiratete die Gräfin erneut: Am 14. November 1701 ehelichte sie Rudolf Franz Erwein von Schönborn. Ob der Frischvermählte nach der Hochzeit bereits die Regierung in der kleinen Grafschaft übernahm ist unklar, wird in der älteren Forschung jedoch angenommen. Erst die offizielle Übereignung der Regierung am 26. Juli 1704 beendete die Herrschaft der Maria Eleonore. Sie starb am 26. April 1718 in ihrer ehemaligen Residenz in Wiesentheid.

## Ehen und Nachkommen
Am 18. April 1695 heiratete Maria Eleonore von Hatzfeld den ehemaligen Würzburger Domherren Johann Otto von Dernbach, dessen Namen sie auch annahm. Dieser Verbindung entstammte eine Tochter, die allerdings noch während ihres ersten Lebensjahres starb.
- Maria Charlotta (* 1696; † 1696)

Nach dem Tod ihres ersten Gatten heiratete die junge Gräfin 1701 den Grafen Rudolf Franz Erwein von Schönborn; wieder nahm sie den Namen des Mannes an. Mit ihm hatte sie neun Kinder, Joseph Franz Bonaventura wurde als Nachfolger aufgebaut.
- Sophie (* 30. Juli 1702 in Mainz; † 5. November 1760 in Hoensbroek)
- Anna Katharina (* 25. August 1703; † 11. Juni 1743)
- Anna Sophie (* 10. August 1704; † 4. September 1710)
- Maria Karolina (* 24. Oktober 1705; † 30. August 1739)
- Eva (* 4. März 1707; † 14. November 1794)
- Joseph Franz Bonaventura Kilian (* 8. Juli 1708 in Mainz; † 25. Januar 1772 in Wiesentheid)
- Anna Eva (* 9. August 1709; † 16. September 1710)
- Melchior (* 14. März 1711; † 27. Februar 1754)
- Anna Johanna (* 8. Juni 1712; † 14. November 1788)[3]